# Bryce Heem
Pas d'image ? Cliquez ici

a Compétitions nationales et continentales officielles uniquement.

b Matchs officiels uniquement.
Dernière mise à jour le 1 septembre 2021.
Bryce Heem, né le 18 janvier 1989 à Auckland (Nouvelle-Zélande), est un joueur néo-zélandais de rugby à XV et à sept. Il évolue au poste de centre, d'ailier ou d'arrière avec la franchise des Blues en Super Rugby.

## Biographie
Après avoir été international à sept et avoir joué aux Chiefs, il s'engage en 2015 avec Worcester.
En 2019, il s'engage avec le RC Toulon,.
En janvier 2021, il est libéré de son contrat avec Toulon pour des raisons familiales, et rentre dans son pays natal. Le mois suivant, il rejoint la franchise des Blues en Super Rugby.

## Palmarès
- Challenge européen :
  - Finaliste (1) : 2020